# (2520) Novorossijsk
(2520) Novorossijsk est un astéroïde de la ceinture principale.

## Description
(2520) Novorossijsk est un astéroïde de la ceinture principale. Il fut découvert le 26 août 1976 à Naoutchnyï par Nikolaï Tchernykh. Il présente une orbite caractérisée par un demi-grand axe de 3,11 UA, une excentricité de 0,10 et une inclinaison de 6,2° par rapport à l'écliptique.

## Compléments